# Pâte de curry

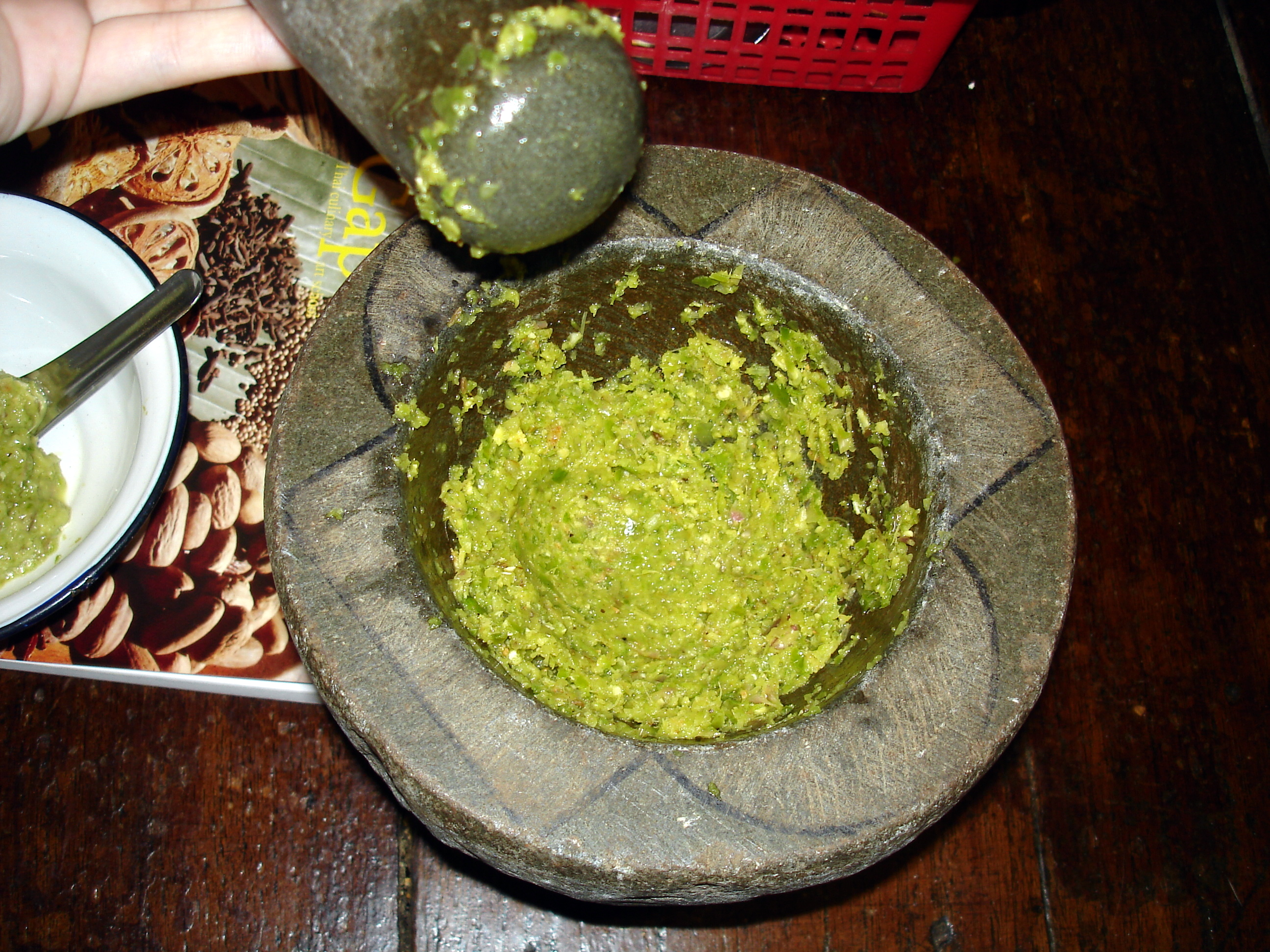
Pâte de curry vert pilée au mortier.

Une pâte de curry est une pâte utilisée comme base dans la préparation de certains currys. Elle ne contient pas nécessairement le mélange d'épices nommé curry.
Il existe différentes pâtes de curry selon les pays et les ingrédients utilisés.

## Exemples de pâtes de curry

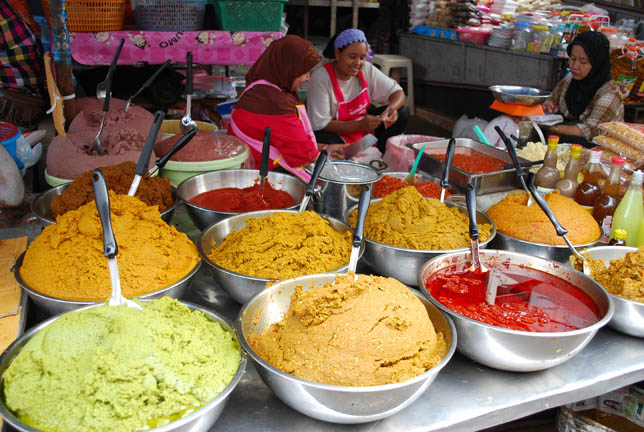
Pâtes de curry vendues au marché de Hai Yai Wet en Thaïlande.

- Différentes pâtes de curry indiennes
- Pâte de curry rouge (Thaïlande)
- Pâte de curry vert (Thaïlande)
- Pâte de curry jaune  (Thaïlande)
- Pâtes kroeung de la cuisine cambodgienne
- Masala vert (fenugrec, cardamome verte, clou de girofle, curcuma en poudre, sel, ail, racine de gingembre fraîche, feuilles de menthe, feuilles de coriandre, poivron vert, vinaigre, huile)
- Pâte de kari (curry) de Pulau Hujon (Singapour)